# Xylocoris formicetorum
Xylocoris formicetorum is een wants uit de familie van de bloemwantsen (Anthocoridae). De soort werd het eerst wetenschappelijk beschreven door Karl Henrik Boheman in 1844.

## Uiterlijk
De kleine geelbruine wants is macropteer en kan 1.5 tot 2 mm lang worden. Zowel de kop als het halsschild en het scutellum zijn donkerbruin. De voorvleugels zijn beige of geel met soms bruine buitenranden. Het doorzichtige, vliezige deel van de voorvleugels is wit. Van de pootjes zijn de dijen bruin en de schenen lichter. De voordijen zijn duidelijk verdikt. De antennes zijn geel.

## Leefwijze
Alle levensstadia van de soort kunnen het hele jaar door waargenomen worden. De wantsen leven op de hogere zandgronden en in mindere mate in de kalkrijke duinen in de diepere warmere gedeelten van mierenhopen, vooral van rode bosmieren.

## Leefgebied
De soort staat in Nederland te boek als zeldzaam maar dat kan komen door hun verborgen leven. Het leefgebied strekt zich uit van Noord- en Midden-Europa tot in Centraal-Rusland, Frankrijk en Italië.